# Stamp Act

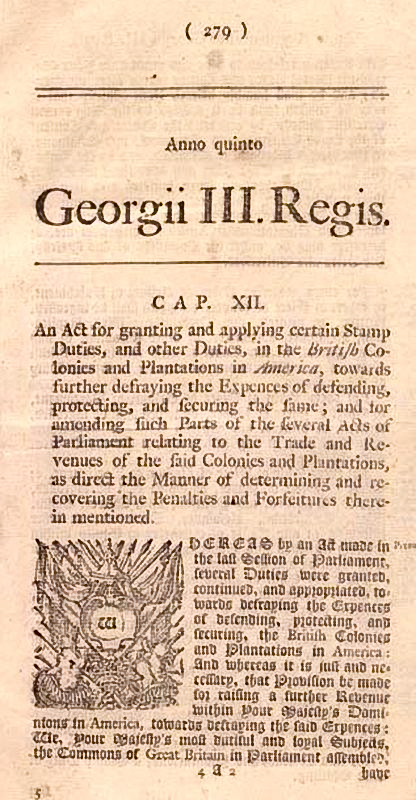
Kennisgeving van de Stamp Act

De Stamp Act was een belasting die de Britse regering in 1765 invoerde in de Noord-Amerikaanse kolonies om de kosten van het in stand houden van een staand leger na de zevenjarige oorlog te kunnen betalen. Dit zegelrecht betrof wettelijke documenten, vergunningen, commerciële contracten, kranten, testamenten, pamfletten en speelkaarten.
Dit leidde in de kolonies tot fel protest. In de volksvertegenwoordiging van Virginia diende Patrick Henry een aantal resoluties in. Vijf van de door hem ingediende resoluties werden uiteindelijk aangenomen en de oppositie tegen de Stamp Act werd door zijn oratiek ook in de andere Amerikaanse kolonies versterkt. 
Negen kolonies namen in oktober 1765 deel in het "Stamp Act Congress", dat in New York samenkwam. Zij huldigden het principe van Patrick Henry: "No taxation without representation". Zij namen zelf enkele belastingwetten aan als alternatief voor de wetten uit Westminster.
Uiteindelijk werd de wet ingetrokken. Om toch bij te dragen aan de kolonies aanvaardde het parlement in 1767 een reeks accijnzen, voorgesteld door Townshend, de zogenaamde Townshend Acts. Dit waren invoerrechten op thee, papier, glas, lood en schilderijen.